# جون جيمس داير
جون جيمس داير (بالإنجليزية: John James Dyer)‏ هو قاضي ومحامي وسياسي أمريكي، ولد في 26 يوليو 1809، وتوفي في 14 سبتمبر 1855.